# Bukky Wright
Bukky Wright (nacida el 31 de marzo de 1967) es una actriz y empresaria nigeriana.

## Biografía
Wright nació el 31 de marzo de 1967 en Abeokuta, de padre cristiano y madre musulmana. Asistió a la Universidad de Lagos, donde obtuvo una licenciatura en Economía.

## Carrera
Comenzó su carrera como actriz en 1996 y desde entonces ha aparecido en películas de Nollywood en yoruba e inglés, incluida la serie de televisión Super story de Wale Adenuga. Además de actuar, dirige una casa de moda y una línea de ropa, B Collections, un spa de belleza, B Wright y ha firmado acuerdos de patrocinio con marcas como Chivita. En 2011, ganó el premio a la mejor actriz de Nollywood del año.

## Política
En 2014, se postuló para el cargo de Honorable en la Cámara de la Asamblea del Estado de Ogun bajo la plataforma del Partido Socialdemócrata (SDP) dirigido por el exgobernador Olusegun Osoba.

## Vida personal
Su vida marital ha sido objeto de controversia. No se sabe mucho sobre su vida, que ha ocultado bien a los medios. Sin embargo, sostiene que su esposo es un “perfecto caballero" y que "agradezco a Dios por su vida. De hecho, algunas personas incluso lo usarán para chantajearme cuando no acepte sus guiones. He podido esculpir un poco de privacidad para mí, mi esposo y mis hijos". Tiene dos hijos, Eniola y Gbenga, y un nieto.

## Filmografía
- Saworoide  (1999)
- Above Love (2004)
- Abeni (2006)
- Outkast (2011)
- Kodun Kopo Kope (KKK)
- Omotara Johnson
- Unforgivable
- Afefe Alaafia
- Dugbe Dugbe
- Nkem Temi
- Ago Meje
- Oko Nnene
- Habitat
- Red Hot (2013)[19]
- Iyore (2014)
- ...When Love Happens (2014)
- Special Jollof (2020)